# Karrabing Film Collective
Karrabing Film Collective (opgericht in Australië in 2008) is een filmcollectief dat deel uitmaakt van de The Karrabing Indigenous Corporation. De inheemse mediagroep bevat zo'n 30 leden uit de Belyuen gemeenschap in Australië die met korte films en publicaties activistische boodschappen over inheemse culturen en klimaat delen met hun publiek. Het woord "karrabing" betekent "eb" in de Emmiyengal-taal. In het geval van The Karrabing Indigenous Corporation gebruiken zij hun eigen taal om een vorm van collectiviteit te presenteren. Deze collectiviteit staat los van restricties van overheden, waaronder kapitalistisch grondgebied. Er wordt gericht op collectiviteit op basis van een eigen lokale artistieke taal over hun leven en banden met voorouders en land. In 2021 won het filmcollectief de Eye Art & Film Prize.

## The Karrabing Indigenous Corporation
The Karrabing Indigenous Corporation heeft zo'n 50 leden en is een Non-Profit organisatie die zich bezig houdt met de inheemse cultuur, identiteit door generaties heen, educatie, herkomst, de natuur, het klimaat en meer. De organisatie, opgericht in 2008, heeft drie lopende projecten: "Art Residency for Ancestors", "Mapping the Ancestral Present" en "Film & Art Collective".
- Karrabing Art Residency for Ancestors (of KARA): Creëert een link met het Karrabing Film Collective en het menselijke en natuurlijke voorgeslacht van hun land. In samenwerking met andere organisaties, zoals de Aboriginal Areas Protection Authority en de Indigenous Language en Arts Program, proberen ze voorouderlijk erfgoed en de connectie met de meer-dan-menselijke wereld, of de geesten van hun land, in leven te houden.
Doel is het land, de inheemse bevolking, de historische ecologie en geografie onder de aandacht te brengen en te beschermen.
- Mapping the Ancestral Present: The Karrabing Indigenous Corporation, in samenwerking met (overheids)instellingen, probeert door middel van ecologische, historische en spirituele elementen de landen van en rondom de Belyuen gemeenschap in kaart te brengen. Ze proberen zich op deze manier los te wringen van Westerse technologieën als gps, maar zich te richten op het land en de voorouders. Hierbij maken ze ook gebruik van hun kunstcollectief.
- Film & Art Collective: Hieronder valt het Karrabing Film Collective dat vaak gebruikt wordt om een breder publiek bewust te maken van de inheemse vormen van collectiviteit. Het kunstcollectief wordt ook gebruikt bij de twee bovenstaande projecten. Hieronder wordt dieper ingegaan op het Karrabing Film Collective.

## Film & Art Collective
Elizabeth Povinelli (1962) is een van de oprichters van het Karrabing Film Collective. Povinelli is professor Antropologie en Gender Studies aan de Colombia University en heeft meerdere prijzen ontvangen voor haar korte films. Samen met de andere leden van het filmcollectief uit Noord-Australië is ze vanaf 2008 bezig met het maken van films en installaties om ongelijkheid en de langdurige impact van koloniale macht aan het publiek te laten zien. In de werken wordt gebruikgemaakt van humor om het dagelijks leven van de inheemse bevolking van Australië te laten zien. Serieuze onderwerpen, denk hierbij bijvoorbeeld aan inheemse Australiërs die uit hun huis geplaatst worden, worden naar het transnationale circuit van hedendaagse kunst en film gebracht. Dit doet het collectief onder andere komedie, vrijheid, experiment, activisme, samenwerkingen met verschillende stammen en talen en een combinatie van fictie en documentaire tradities. Er worden inzichten geboden in onderwerpen als afkomst en klimaatverandering.

## Filmografie
Het Karrabing Film Collective heeft meerdere films uitgebracht, waarvan een aantal films op (internationale) filmfestivals in première gingen en prijzen wonnen. In de Filmografie hieronder zijn de films op chronologische volgorde genoteerd zoals te vinden op de website van het collectief.
- Karrabing! Low Tide Turning, 2012. 14'01"

De eerste kortfilm van het filmcollectief.
- When The Dogs Talked, 2014. 33'55"
- Windjarrameru, The Stealing C*nt$, 2015. 35'02"
- Wutharr, Saltwater Dreams, 2016. 28'53"

De meest surrealistische, bijna psychedelische film tot dan toe.
- The Jealous One, 2017. 29'17"
- Night Time Go, 2017. 31'10"
- Just because you can't see it..., 2018. 2'26"
- The Mermaids, or Aiden in Wonderland, Mirror Worlds, 2018. 26'29" installatie met 2 schermen.

Deze installatie wisselt steeds tussen een fictionele dystopische wereld en een promotievideo's van de chemische industrie. Het werk hangt in het Van Abbemuseum in Eindhoven, Nederland en laat de kijker wisselende beelden zien van baby Aiden, die als baby werd meegenomen om het voortbestaan van het witte ras te verzekeren. De kijker ziet Aidens verleden beïnvloed door zijn eigen geschiedenis en de toekomst beïnvloed door de chemische industrie. Hierin zijn terugkerende thema's van het Karrabing kunstcollectief te vinden, namelijk het klimaat, ecologie en de invloed van je afkomst/voorouders.
- Roan Roan, and Connected, 2020. Online project

Een online project voor een online-tentoonstelling van The Art Gallery of New South Wales.
- Day in The Life, 2020.
- The Road, 2020.

Een goed voorbeeld van de afwisseling tussen fictie en documentaires. In dit geval gaat het om het vastleggen van een project van de Karrabing Indigenous Corporation. Zoals vaker in hun documentaire video's, wordt er gebruikgemaakt van zelfgemaakte videoclips, vaak amateuristisch gefilmd met bijvoorbeeld camera's op mobiele telefoons.
- The Family, 2021.

Een afwisseling tussen beelden van inheemse leden van Karrabing en een dystopie vol zombies als naloop van het kapitalisme.

## Prijzen (selectie)
De films van het Karrabing Film Collective zijn door de jaren heen op meerdere filmfestivals vertoond en hebben een aantal prijzen gewonnen.
- Cinema Nova Award Best Short Fiction Film, Melbourne International Film Festival, 2015.
- Visible Prize, 2015.
- Special Mention, Film Victoria Erwin Rado Award for Best Australian Short Film,  Melbourne International Film Festival, 2020.
- Eye Art & Film Prize 2021.